# ダニ・エルナンデス
ダニ・エルナンデス  (Daniel Hernández Santos 1985年10月21日 - )は、ベネズエラ・首都カラカス出身の元サッカー選手。元ベネズエラ代表。現役時代のポジションはGK。

## 経歴

### クラブ
CDテネリフェのカンテラから2002年にラーヨ・マハダオンダでプロデビューしたエルナンデスだったが、どのチームでも控えの域から脱することは出来ず、レアル・マドリードCやバレンシアCF・メスタージャといった強豪チームの下部組織に所属した経験を持ちながらも、トップチームには昇格出来ない状態が続いた。
2011年8月19日、当時セグンダ・ディビシオンのレアル・バリャドリードと契約。2011-12シーズン、ハジャドリードは昇格プレーオフを勝ち抜き、プリメーラ・ディビシオンに昇格。エルナンデスは念願のトップリーグでのプレーが実現した。2012-13シーズンは一時に正GKを任された。2013-14シーズンはギリシャのアステラス・トリポリスFCでプレー。
2015年からはカンテラ時代を過ごしたCDテネリフェでプレーした。
2022年7月14日、CFフエンラブラダに2年契約で移籍した。

### 代表
2010年にベネズエラ代表に初招集され、9月のエクアドル戦で代表戦デビュー。コパ・アメリカ2011のメンバーにも招集。コパ・アメリカ2015では正GKを任され、2016年のコパ・アメリカ・センテナリオでは決勝トーナメント進出に貢献した。